# Omelek
Omelek (/ˈoʊməlɛk/; marshallesiska: Kom̧le, uttalas [kʷo͡ɤmˠ(ɤ͡e)lʲee̯]) är en del av Kwajaleinatollen (marshallesiska Kuwajleen) som är en atoll bland Raliköarna i norra Stilla havet och tillhör Marshallöarna. 
Omelek långtidshyrs av USA fram till år 2066. Området är en del av RTS Ronald Reagan Ballistic Missile Defense Test Site.

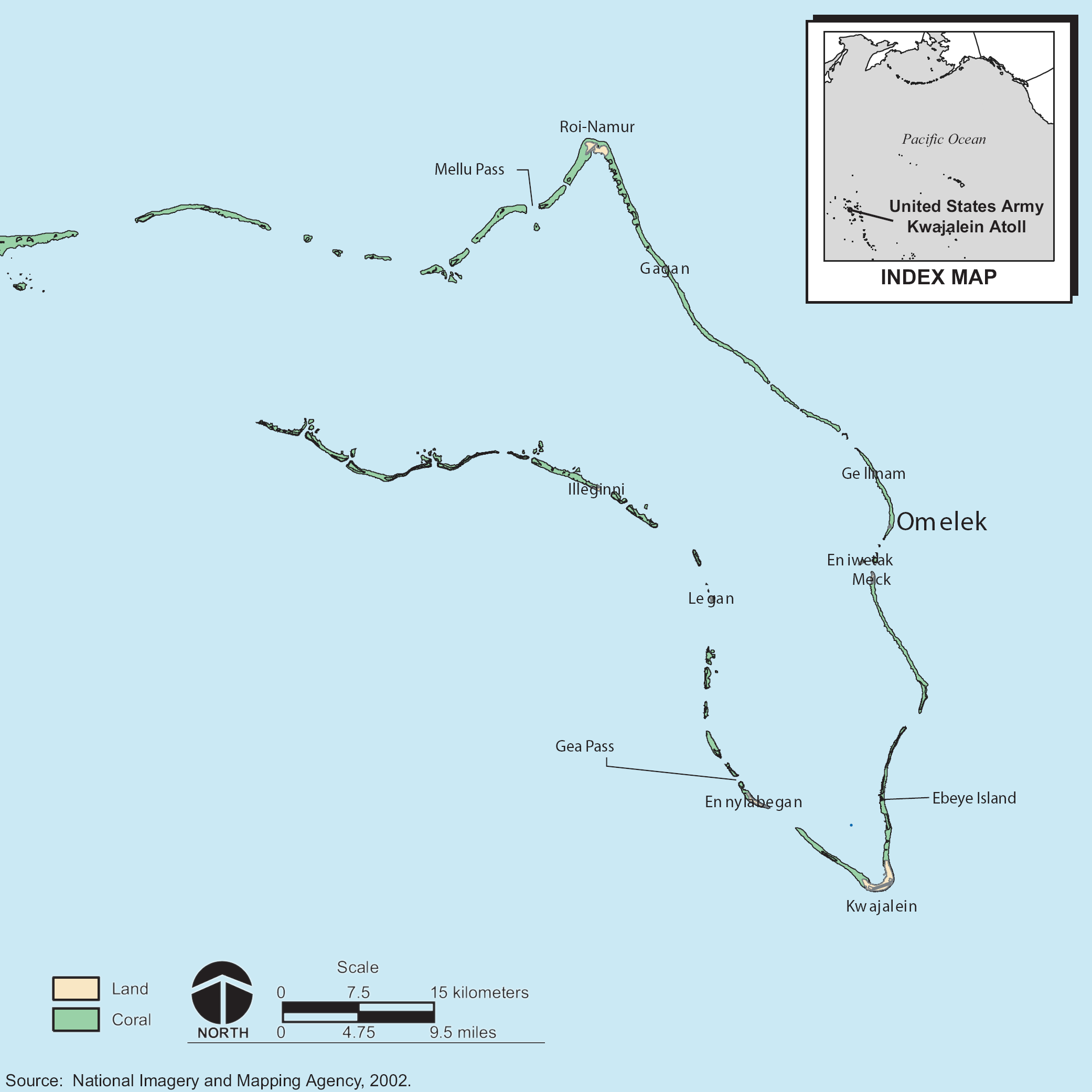
Karta över Kwajaleinatollen